# Incendio de Barrios Altos de 2025
El incendio de Barrios Altos de 2025 fue un siniestro de gran magnitud ocurrido el 3 de marzo en un almacén clandestino ubicado en Cercado de Lima, exactamente en la cuadra 10 del jirón Junín, Barrios Altos. El fuego, que se propagó rápidamente debido a la presencia de materiales inflamables y la precariedad de las edificaciones aledañas, movilizó a más de 50 unidades del Cuerpo General de Bomberos Voluntarios del Perú y tomó más de 100 horas en ser controlado.
La Municipalidad Metropolitana de Lima informó que el inmueble donde se originó el incendio había sido clausurado en reiteradas ocasiones, pero continuaba operando de manera ilegal. Al menos 17 personas resultaron afectadas por inhalación de humo y varias familias quedaron damnificadas. Varias personas fueron evacuadas de sus hogares por peligro de que se derrumbara el edificio central del almacén.

## Hechos

### Antecedentes
El incendio de gran magnitud en el Cercado de Lima ocurrió en un edificio que funcionaba como almacén clandestino en la cuadra 10 del jirón Junín. Este local había sido clausurado al menos tres veces por la Municipalidad de Lima debido a su operación sin permiso municipal y el almacenamiento de materiales inflamables. En abril de 2023, se ordenó su clausura definitiva, pero los propietarios ignoraron la medida y continuaron con sus actividades. La presencia de depósitos informales y la falta de control efectivo sobre estos establecimientos ya habían generado situaciones de riesgo en la zona, lo que contribuyó a la magnitud del siniestro.

### El incendio
Las horas son expresadas en GMT -5, hora local de Lima
En el predio ubicado en el sector de Barrios Altos. El fuego se origino en un edificio de ocho pisos que funcionaba como depósito de mercadería destinada al comercio en la zona de Mesa Redonda. La alta concentración de productos inflamables en el interior, sumada a las deficientes condiciones de seguridad del inmueble, facilitó la rápida propagación de las llamas a edificios contiguos. Como resultado, cuatro estructuras colapsaron y dos más quedaron en riesgo de derrumbe debido al debilitamiento de sus estructuras.
Más de 400 bomberos y 50 camiones cisterna fueron desplegados para combatir el incendio, que se extendía durante varios días y continúa activo incluso el 7 de marzo. La labor de los rescatistas se vio obstaculizada por la falta de acceso a la zona y la baja presión del agua en los hidrantes, lo que retrasa el control de las llamas. Al menos 17 personas resultaron afectadas por la inhalación de humo, mientras que cientos de residentes y comerciantes fueron evacuados de los alrededores. A pesar de la magnitud del siniestro, no se reportaron víctimas mortales. La Municipalidad de Lima habilitó un albergue temporal en la Plaza Italia para los damnificados y coordina la entrega de asistencia humanitaria a las familias afectadas.
El incendio reaviva el debate sobre la seguridad en el Centro Histórico de Lima y la proliferación de almacenes en la ciudad. Las autoridades locales y nacionales enfrentan críticas por la falta de fiscalización efectiva en zonas de alto riesgo, como Mesa Redonda y Barrios Altos, donde persisten comercios informales con condiciones precarias. Asimismo, la emergencia evidencia deficiencias en la infraestructura urbana, especialmente en lo referente al abastecimiento de agua para emergencias de gran magnitud. La causa exacta del incendio aún no ha sido determinada, pero se investiga la posibilidad de que haya sido provocado por un cortocircuito o una manipulación inadecuada de materiales inflamables dentro del almacén.
El 12 de marzo de 2025, el actual Ministro de Vivienda, Construcción y Saneamiento del Perú, Durich Whittembury informó que el incendio «fue confinado totalmente por parte del Cuerpo General de Bomberos Voluntarios del Perú» durante la noche del 11 de marzo. En esta operación se utilizaron 10 camiones cisterna, haciendo 700 viajes; además de incrementar la presión de los hidrantes de incendio (de 10 a 18 metros de columna de agua), comentó. 

## Consecuencias
El Gobierno oficializó el estado de emergencia en la zona afectada por el incendio en Barrios Altos, que los bomberos aún intentan sofocar tras una semana de labores. Tras la declaratoria de emergencia de la zona aprobada, se procede a levantar la información de los vecinos afectados para la posterior entrega de un bono de 500 soles mensuales hasta por dos años.
La medida fue publicada en el Decreto Supremo N° 032-2025-PCM y tendrá una vigencia de 60 días. La zona en emergencia comprende los jirones Jauja, Áncash, Huánuco, Santa Rosa, Huanta y prolongación Lucanas.
Con esta disposición, las instituciones correspondientes podrán actuar de inmediato para atender a los damnificados y mitigar los efectos del siniestro. Lo decretado se da tras la aprobación de la declaratoria de emergencia en el Consejo de Ministros.
Días atrás, se llevó a cabo una reunión entre representantes del Cuerpo General de Bomberos Voluntarios del Perú y la Municipalidad de Lima para evaluar la medida. También participaron el Instituto Nacional de Defensa Civil (Indeci), el Colegio de Ingenieros del Perú y el ministro de Defensa, Walter Astudillo.